# شلی هنیگ
شلی کاترین هنیگ (به انگلیسی: Shelley Catherine Hennig) (زاده ۲ ژانویه ۱۹۸۷) بازیگر، مدل و ملکه زیبایی اهل آمریکا است. وی به نمایندگی از لوئیزیانا برنده ملکه زیبایی نوجوان ایالات متحده آمریکا ۲۰۰۴ شد. بیشترین معروفیت وی برای بازی در نقش مالیا تیت این در سریال تین ولف، استفانی جانسون در فیلم روزهایی از هفته و دایانا مید در سریال دایره راز است.

## فیلم شناسی

### فیلم
| سال  | عنوان                            | نقش          | یادداشت ها |
| ---- | -------------------------------- | ------------ | ---------- |
| ۲۰۱۴ | ویجا                             | دبی گالاردی  |            |
| ۲۰۱۵ | غیر دوستانه                      | بلر لیلی     |            |
| ۲۰۱۵ | درباره اسکات                     | ملیندا       |            |
| ۲۰۱۶ | تابستان ۸                        | لیلی هانتر   |            |
| ۲۰۱۷ | رومن جی. ایزریل، وکیل دادگستری   | اولیویا راید |            |
| ۲۰۱۸ | وقتی برای اولین بار ملاقات کردیم | کری گری      |            |
| ۲۰۱۸ | بعد از مهمانی                    | آلیشیا لوین  |            |

### تلویزیون
| سال         | عنوان                            | نقش            | یادداشت ها                                                          |
| ----------- | -------------------------------- | -------------- | ------------------------------------------------------------------- |
| ۲۰۱۱–۲۰۰۷   | روزهای زندگی ما                  | استفانی جانسون | ۴۶۵ قسمت                                                            |
| ۲۰۱۱–۲۰۱۲   | دایره راز                        | دیانا میدا     | بازیگران اصلی                                                       |
|             | دوستم                            | ایزابل         | قسمت۱: اوان اکنون با لوسی دوست است.                                 |
| ۲۰۱۳        | تعدیل شده                        | جکی نوادا      | قسمت۱:دام پول                                                       |
| ۲۰۱۳        | ژاک سنگ است که به جاوا مشهور است | کریستی آکرمن   | محدوده زمانی بازیگران ۴ قسمت                                        |
| ۲۰۱۴–تاکنون | تین ولف                          | مالیا تیت      | Recurring cast (season 3); Main cast (season 4-present) 15 episodes |
| ۲۰۱۴        | خون های آبی                      | مایا           | 1 episode: "Insult to Injury"                                       |
| ۲۰۱۰۴       | دوستان با زندگی بهتر             | مالی           | 1 episode: "Yummy Mummy"                                            |

### موزیک ویدئو
| سال  | آهنگ              | نقش  | خواننده          |
| ---- | ----------------- | ---- | ---------------- |
| ۲۰۱۴ | Gentle On My Mind | دختر | "The Band Perry" |

## جوایز
| سال  | جایزه                  | دسته بندی                 | کار             | نتیجه    |
| ---- | ---------------------- | ------------------------- | --------------- | -------- |
| ۲۰۱۰ | Daytime Emmy Awards    | بازیگر نقش مکمل زن جوان   | روزهای زندگی ما | نامزدشده |
| ۲۰۱۲ | Daytime Emmy Awards    | بازیگر نقش مکمل زن جوان   | روزهای زندگی ما | نامزدشده |
| 2016 | جوایز برگزیده نوجوانان | بازیگر نفش زن در تلویزیون | تین ولف         | برنده    |
| 2017 | جوایز برگزیده نوجوانان | بازیگر نفش زن در تلویزیون | تین ولف         | نامزدشده |